# Филипповское сельское поселение (Пермский край)
Филипповское се́льское поселе́ние — упразднённое муниципальное образование в Кунгурском районе Пермского края Российской Федерации.
Административный центр — село Филипповка.

## История
Статус и границы сельского поселения установлены Законом Пермской области от 27 декабря 2004 года № 1987-436 «Об утверждении границ и о наделении статусом муниципальных образований Кунгурского района Пермской области»
Законом Пермского края от 9 декабря 2020 года упразднено 22 декабря 2020 года в связи с объединением Кунгура и Кунгурского муниципального района в Кунгурский муниципальный округ, все сельские поселения упразднены.

## Население
| 2010  | 2012  | 2013  | 2014  | 2015  | 2016  | 2017  |
| ----- | ----- | ----- | ----- | ----- | ----- | ----- |
| 3527  | ↗3569 | ↗3638 | ↗3657 | ↘3643 | ↗3661 | ↘3659 |
| 2018  | 2019  | 2020  | 2021  |       |       |       |
| ↘3620 | ↗3638 | ↗3640 | ↘3624 |       |       |       |

## Состав сельского поселения
| № | Населённый пункт | Тип населённого пункта       | Население |
| - | ---------------- | ---------------------------- | --------- |
| 1 | Беркутово        | деревня                      | ↘1062     |
| 2 | Долматы          | деревня                      | 8         |
| 3 | Зыковка          | деревня                      | 46        |
| 4 | Исаковка         | деревня                      | 228       |
| 5 | Песчанка         | деревня                      | 29        |
| 6 | Филипповка       | село, административный центр | ↗2210     |
| 7 | Чикали           | посёлок                      | 41        |